# Лунда (плато)
Лу́нда (англ. Lunda) — плато в Центральной Африке, на территории Анголы и Демократической Республики Конго.
Плато ступенчато понижается на севере, к впадине Конго, и полого спускается на юге, к впадине Калахари. Центральная часть плато, образующая водораздел рек Касаи и Замбези, представляет собой плоскую, местами сильно заболоченную равнину высотой 1300—1600 м. Плато сложено палеогеновыми и неогеновыми континентальными песчаниками и песками, которые горизонтально залегают на докембрийском кристаллическом фундаменте.
Климат субэкваториальный, жаркий, летне-влажный. Плато покрыто редколесьями, на северном склоне — высокотравными саваннами с галерейными лесами. В бассейне реки Касаи имеются богатые месторождения алмазов и марганцевых руд.